# Geoffrey Ogwaro
Geoffrey Feni Ogwaro, también conocido como Jeff Ogwaro, es un activista por los derechos de las personas LGBT y por los derechos humanos de Uganda. Ha trabajado como co-coordinador de Civil Society Coalition on Human Rights and Constitutional Law (Coalición de la Sociedad Civil sobre Derechos Humanos y Derecho Constitucional) y asistente docente en la Universidad de Makerere.

## Biografía
De joven y como persona gay, Ogwaro inició su trayectoria como activista. Comenzó a luchar por los derechos de las personas homosexuales cuando tuvo la oportunidad de trabajar para una organización de derechos humanos en Uganda. Su nombre apareció en la portada de la edición del 1 de marzo de Red Pepper destacando su orientación sexual como hombre gay, unos días después de que el presidente de Uganda Yoweri Museveni firmara la ley contra los homosexuales de 2014. Ogwaro ha trabajado en varios proyectos de activismo LGBT con organizaciones como Sexual Minorities Uganda, Refugee Law Project, y también en el Centro de Derechos Humanos.
Ogwaro asistió a la Facultad de Derecho de la Universidad de Makerere en Kampala, donde enseñó como asistente de enseñanza poco después de su graduación. Obtuvo su maestría en Derechos Humanos y Democracia de la Universidad de Pretoria en 2015.

## Reconocimientos y premios
En 2012, Ogwaro, junto con otras personas dedicadas al activismo LGBT y la lucha a favor de los derechos humanos de Uganda, fueron reconocidas por la entonces Secretaria de Estado de los Estados Unidos, Hillary Clinton, por su trabajo en la oposición al proyecto de ley que pedía la pena de muerte para las personas LGBT.
Jeff Ogwaro quedó finalista en el Concurso de Derechos Humanos y Democracia a través de la Fotografía en el Centro de Derechos Humanos de la Universidad de Pretoria.